# Monte Trigo
Monte Trigo es una localidad caboverdiana del municipio de Porto Novo.

## Geografía
La localidad está situada en la isla de Santo Antão.

## Organización territorial
La localidad abarca el lugar de:
- Monte Trigo